# Komîșuvaha, Popasna
Komîșuvaha (în ucraineană Комишуваха) este o așezare de tip urban din raionul Popasna, regiunea Luhansk, Ucraina. În afara localității principale, mai cuprinde și satele Oleksandropillea, Viktorivka și Vîskrîva.

## Demografie
Componența lingvistică a așezării de tip urban Komîșuvaha
     Ucraineană (83,16%)
     Rusă (16,74%)
     Alte limbi (0,1%)
Conform recensământului din 2001, majoritatea populației așezării de tip urban Komîșuvaha era vorbitoare de ucraineană (83,16%), existând în minoritate și vorbitori de rusă (16,74%).